# سرزنده (فیلم)
سرزنده (به انگلیسی: Spirited) یک فیلم موزیکال آمریکایی با مضمون کریسمس به نویسندگی و کارگردانی شان آندرس و جان موریس است. این فیلم بازخوانی مدرن رمان سرود کریسمس اثر چارلز دیکنز در سال ۱۸۴۳ است. بازیگران اصلی فیلم رایان رینولدز، ویل فرل و اکتاویا اسپنسر  هستند. این فیلم توسط کمپانی اپل تی‌وی پلاس در سال ۲۰۲۲ منتشر شد. این فیلم در ایران با نام سفر جادویی دوبله و پخش شده است.

## داستان
نسخه‌ای موزیکال از داستان معروف چارلز دیکنز به نام سرود کریسمس است که در مورد مردی خسیس به نام کلینت می‌باشد که با همه اطرافیانش با خودخواهی رفتار می‌کند. او به طور غیرمنتظره‌ای با سه روح کریسمس (گذشته، حال و آینده) روبه‌رو می‌شود و آنها با یکدیگر راهی یک سفر جادویی و اسرارآمیز می‌شوند. کلینت در این سفر به گذشته، حال و آینده خود می‌رود تا بفهمد چرا اینقدر بدبخت و تنها شده است.

## فیلمبرداری
تصویربرداری اصلی این فیلم در ۶ ژوئیه ۲۰۲۱ آغاز شد. در ۱۸ اکتبر ۲۰۲۱، رایان رینولدز اعلام کرد که فیلمبرداری به پایان رسیده است.